# Batalhas de Rjev

A formação da borda de Rzhev durante o inverno de 1941-42.

As Batalhas de Rzhev (em russo:  Ржевская битва) é uma série de lutas entre tropas soviéticas e alemãs durante a Grande Guerra Patriótica, no contexto da Segunda Guerra Mundial, travadas entre 8 de janeiro de 1942 e 22 de março de 1943. As principais operações identificadas são conhecidas como Primeira Ofensiva Rzhev-Viazma, Primeira Ofensiva Rzhev-Sychovka, Segunda Operação Ofensiva Rzhev-Sychevka (codinome Operação Marte) e Segunda Ofensiva Rzhev-Viazma.
Essas ofensivas lançadas pelo Exército Vermelho no sentido de Rjev, Sychovka e Viazma contra o cerco da Alemanha Nazista nas cercanias de Moscou ficaram conhecidas como o «moedor de carne de Rzhev» ("Ржевская мясорубка"), pelo grande número de baixas de soldados. Embora os números não sejam claros, estima-se que os soviéticos tenham perdido entre meio milhão e um milhão de homens durante as batalhas de Rzhev.[carece de fontes?] As perdas alemãs são calculadas entre trezentos e quatrocentos e cinquenta mil homens.[carece de fontes?]
Esta parte da Grande Guerra Pátria é escassamente coberta pela historiografia militar soviética. As datas exatas das batalhas particulares, seus nomes, significados ou perdas foram perdidos ou nunca foram suficientemente esclarecidos. A memória dessas batalhas sem nome é objeto de um poema de Aleksandr Tvardovsky, que contém uma frase muito sugestiva: «caí perto de Rzhev ...» ("Я убит подо Ржевом").